# Gravellona Lomellina
Gravellona Lomellina est une commune italienne de la province de Pavie, dans la région Lombardie.

## Histoire
Au Moyen Âge, Gravellona Lomellina faisait partie du Viscomte de Novare, qui l’inféoda à un certain Ingone. La commune passa alors sous le contrôle de Pavie probablement entre 1164 et 1250 ; dans la liste des terres paviennes, elle apparaît comme Gravalona. En 1470 elle fut concédée en tant que fief à Marcolino Barbavara, des seigneurs du Valsesia (Val de Sesia). Ceci est rare mais la seigneurie de Barbavara se prolongea pendant des siècles, jusqu’à l’abolition du féodalisme (1797). C’est pour cela que la fraction principale s’appelle Barbavara. 
En 1532, Gravellona (qui entretemps était revenue entre les mains du comté de Novare) fut unie à la nouvelle province du comté de Vigevano dit le Vigevanasco. En 1543, avec le Vigevanasco, elle fut absorbée par les domaines de Savoie, qui déjà en 1707 appartenaient à la Lomellina. En 1818, le Vigevanasco fut réuni à la Lomellina, qui en 1859 commença à faire partie de la province de Paviae. Gravellona Lomellina se trouve donc dans la province de Pavie, avec les frontières du diocèse de Vigevano et appartient au diocèse de Novare.

## Économie
Le principal  secteur de l’économie gravellonaise est l’agriculture (il en est de même pour les communes limitrophes de la Lomellina) et en particulier la riziculture. On y cultive également le maïs et les peupliers. En outre, il y a une petite zone industrielle.

## Culture
- L’église de Beata Vergine Assunta

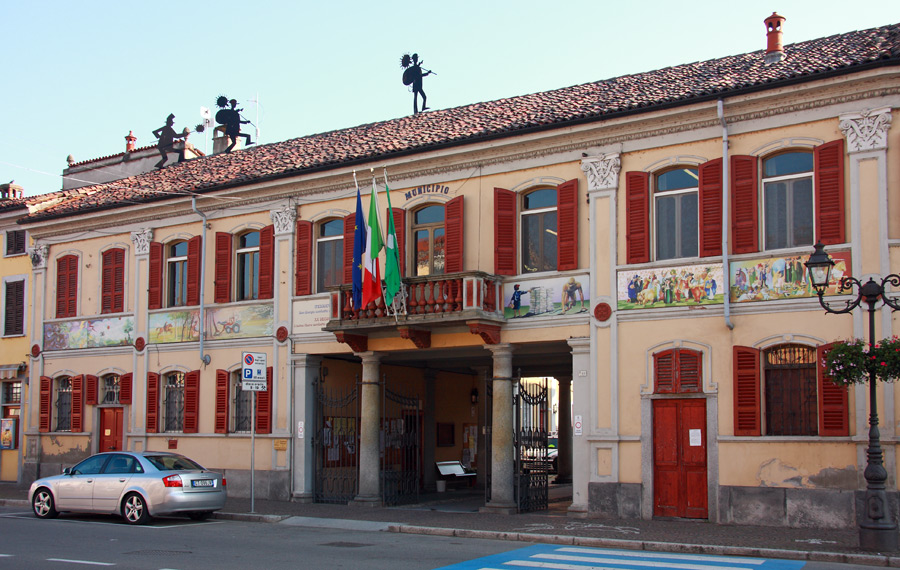
La mairie décorée de peintures et de sculptures en fer.

- Le sanctuaire della Madonna di San Zeno
- La chapelle du Crucifix
- Les écoles primaires Pietro Delucca,
- L’école maternelle Figari, aujourd’hui le siège des écoles maternelles
- La maison de retraite Bellini - Silva
- L’église San Lino
- Le Parc des Trois Lacs

À ceux-ci s’ajoutent les nombreux édifices qui furent utilisés pour l’agriculture et qui de nos jours rappellent le passé, comme le moulin à eau et les fermes présentes sur le territoire.

## Événement commémoratif

### Une ville artistique
Gravellona Lomellina est connue en Lomellina comme « la petite ville d’art » pour ses fresques et son art mural qui décorent les maisons, les cabines téléphoniques transformées avec des yeux et des oreilles, les piquets artistiques et originaux des pistes cyclables, les figurines en fer battu sur les toits, les mosaïques sur les trottoirs et autres éléments décoratifs réalisés avec divers matériaux et disposés à divers endroits dans le paysage. De plus, la mairie est ornée de fresques et de sculptures en fer. 
Cette décoration artistique, qui réclame également de la nature agricole, a commencé en 1992 à Barbavara, village à quelques kilomètres* de la ville puis s’est étendu à Gravellona. Chaque année, le premier week-end du mois de juin, la « Fête de l’Art » se déroule dans toute la commune et une œuvre différente est créée pour chaque nouvelle fête. 

## Fêtes, foires

### La fête de l’art
L’événement a été créée par le maire actuel de Gravellona Lomellina Francesco Ratti il y a dix-huit ans(2012). Cette fête s’adresse à tous les publics car il y a des activités aussi bien pour les enfants que pour les adultes, pour se divertir et pour enrichir sa culture. En effet, il est possible de se restaurer avec de la nourriture typique de la Lombardie, de découvrir de nouvelles sensations à travers les vols en hélicoptère et en montgolfière. 
Des tableaux de peintres impressionnistes et autres œuvres d’art décorent la ville et des expositions temporaires sont à la disposition du public. En outre, les passants peuvent admirer l’art original réalisé aussi bien sur les murs que sur les trottoirs et les toits.
Le soir, des concerts, des soirées à thème et des parcours dans le Parc des Trois Lacs sont organisés afin de satisfaire tout le monde. 
Un des nombreux points positifs de cette fête est que les prix des repas et des activités ne sont pas exorbitants et il est également possible de passer d’agréables moments sans dépenser en admirant l’art exposé et en assistant aux soirées.

## Administration
| Période                                  | Période  | Identité     | Étiquette | Qualité |
| ---------------------------------------- | -------- | ------------ | --------- | ------- |
| 2007                                     | 2012     | Franco Ratti |           |         |
| 2012                                     | 2017     | Franco Ratti |           |         |
| 2017                                     | En cours | Franco Ratti |           |         |
| Les données manquantes sont à compléter. |          |              |           |         |

### Hameaux
Barbavara.

### Communes limitrophes
Cassolnovo, Cilavegna, Tornaco, Vigevano.

## Jumelages
Linards (France)